# Воркута (река)
Воркута́ — река в Республике Коми и Ненецком автономном округе, правый приток реки Уса (бассейн Печоры). Длина — 182 км, площадь водосборного бассейна — 4550 км². Среднегодовой расход воды в среднем течении — 43,4 м³/с. В среднем течении на реке расположен одноимённый город.

## Этимология
Гидроним образован от ненецкого слова «варк» — «медведь» — и означает «изобилующая медведями».

## География

Бассейн Печоры

Исток реки в озере Большое Воркута-Хасырейты на высоте 167 м над уровнем моря в отрогах Полярного Урала. Впадает в Усу на высоте 70 м над уровнем моря около урочища Воркута-Вом.
Исток реки начинается в озёрах Большое Воркута-Хасырейты и Малое Воркута-Хасырейты, находящихся на границе Республики Коми и Ненецкого автономного округа. Далее начинается русло реки Воркуты (вдоль границы Республики Коми и Ненецкого Автономного Округа), напоминающее русла её притоков — Большой Акорагашор, Молотовей-Ямботивис, Выятовис (устье этой реки более полноводней, чем основное её русло вверх по течению), Бурэланъю и Изъюорш. Именно здесь, пока у реки Воркуты такое русло в неё впадает река Большой Акорагашор. А ниже по течению река Молотовей-Ямботивис, истоком которой является одноимённое озеро в Ненецком Автономном Округе.
При впадении притока Выятовис (несущего свои воды из Ненецкого автономного округа) Воркута становится полноводней и привычной для взгляда воркутинцев, фактически здесь она судоходна для лодки, моторной лодки, плота и водного мотоцикла. Здесь граница Республики Коми и Ненецкого автономного округа от реки Воркуты отдаляется за Увал Выренкомыльк. В районе Увала Выренкомыльк русло реки Воркуты петляет в юго-восточном направлении. Затем река поворачивает на восток, тоже петляя, образовывая крутые и более выразительные повороты. Недалеко от поворота реки Воркуты строго на юго-восток в неё впадает река Бурэланъю.
Далее русло реки Воркуты ровное, обходится без поворотов. Только в районе впадения в неё реки Сыръяха река Воркута решается на плавный крутой поворот, после которого русло реки продолжается в юго-восточном направлении. Именно здесь пролегает 67-я параллель, на которой находится город Воркута и её спутники-посёлки, всё это — Воркутинская агломерация. Далее река Воркута делает крутой плавный поворот и несколько километров течёт строго на запад, затем поворачивает строго на юго-запад, огибает посёлок Цементзаводской, входящий в настоящее время в состав посёлка Северного. В этом районе в реку Воркуту впадает река Изъюорш.
Далее на пути реки Воркута встречается препятствие — плотина ТЭЦ-2. Эта тепловая электростанция использует воду для отопления и для хозяйственных нужд, поэтому ниже плотины река Воркута теряет значительную часть воды и становится несудоходной на этом участке реки. Далее река Воркута поворачивает на юго-восток и протекает мимо посёлка Северного. Далее она течёт на юг, потом река Воркута делает крутой плавный поворот и именно на начале этого поворота в реку Воркуту впадает река Аяч-Яга. Недалеко от реки Воркуты в этом районе находится ныне закрытый посёлок Октябрьский. Далее река Воркута петляя, течёт на юг и в районе города Воркута в реку Воркуту впадают два ручья один большой, другой малый, протекающие через два оврага, находящиеся в черте города. В районе впадения в неё малого ручья река Воркута плавно поворачивает на запад и огибает ныне закрытый посёлок Южный. Здесь Воркута снова мелеет, так как на её пути находится плотина ТЭЦ-1. Также как и ТЭЦ-2, ТЭЦ-1 использует воду по максимуму. Далее русло реки Воркуты петляет и течёт на юго-западном направлении 25 км. На этом участке реки в неё впадает множество ручьёв. Затем над рекой Воркутой перекинут железнодорожный мост Северной железной дороги. Затем река Воркута протекает вдоль Северной железной дороги от железнодорожного моста до станции 1515 км. На этом участке Северной железной дороги находятся такие станции, как Тальник, Хановей, Песец и 1515 км. В районе Тальника в реку Воркуту впадает река Юнь-Яга.
Затем русло реки Воркуты поворачивает на юго-восток. Здесь начинается зона лесотундры. Не доходя до устья, над рекой Воркутой перекинут железнодорожный мост железнодорожного перегона Северной железной дороги Сейда — Лабытнанги. Через несколько километров река Воркута впадает в реку Усу.
Питание реки снеговое и дождевое. Ледостав с середины октября по начало июня.

## Притоки
- 6 км: руч. Кёчь-Шор
- 19 км: река Лёк-Воркута
- 25 км: река Змейка (Кома-Шор)
- 44 км: река ЮНЬ-ЯГА
- 75 км: руч. Водокачечный
- 81 км: руч. Ненецкий
- 92 км: река БЕЗЫМЯНКА
- 96 км: река Аяч-Яга (Ыж-Юр-Вож)
- 104 км: река Из-Юр-Вож (Иж-Юр, Юр-Шар)
- 116 км: река СЫР-ЯГА
- 126 км: река Бурэдан-Ю
- 128 км: река Талбей-Шор
- 149 км: река Яней-Ты-Вис
- 152 км: река Молотовей-Ямбо-Ты-Вис
- 155 км: река Йор-Яга
- 156 км: река Лядгей-Шор
- 163 км: река Бол. Ворга-Шор
- 171 км: река Бол. Анорога-Шор
- 176 км: река Роща-Юнко

## Живая природа
Река Воркута богата рыбными ресурсами. Здесь водится хариус, в основном взрослые особи, сиг, окунь, щука, гольян, налим, ерш. Из птиц живут летом полярные утки и полярные гуси со своим выводками, чайки. В окрестностях обитают белые куропатки и белые совы. В лесотундре здесь можно обнаружить росомаху и бурого медведя, зайцев, леммингов. На севере реки Воркуты редко можно обнаружить и белого медведя. Среди насекомых преобладают комары и мошки. Также летают мухи, шмели.

## Хозяйственное использование
Используется для водоснабжения посёлков Воркутинского угольного месторождения. В прошлом по реке завозились материалы и вывозился уголь. На берегу реки была открыта водная станция с причалами для катеров.

## Транспорт
Река Воркута частично судоходна, лишь только в начале реки и после плотин воркутинских тепловых электростанций, даже на лодке или плоту не представляется возможным проплыть. В районе посёлка Северный над рекой Воркутой перекинут железнодорожный мост. Рядом с ним старый автомобильный мост всего на одну полосу. В 2007 году встрой вступил новый автомобильный мост с двухсторонним движением на две полосы, в связи с чем движение по старому мосту прекращено.
В районе шахты Воркутинской (за чертой города Воркуты), находится ещё один автомобильный мост с одной полосой. Рядом с ним со стороны города ниже по течению построен новый мост, движение по которому открыто в 2012 году. Однако строительство моста завершено не полностью. В городе Воркуте через реку Воркута перекинут пешеходный мост на посёлок Рудник, давным-давно вошедший в состав города и позже закрытый. Ниже по течению находится железнодорожный мост, через который пролегает железная дорога на Печорскую ЦОФ и шахту Воркутинскую. А ещё ниже в районе станции Тальник через реку Воркуту перекинут железнодорожный мост Северной железной дороги железнодорожного перегона Воркута — Котлас.
Ещё один железнодорожный мост железнодорожного перегона Северной железной дороги Сейда — Лабытнанги перекинут над рекой Воркутой в районе станции Никита.